# Toreulia
Toreulia là một chi bướm đêms belonging to the Tortricidae họ.

## Các loài
- Toreulia basalis Razowski & Becker, 2000
- Toreulia nimia Razowski & Becker, 2000
- Toreulia torrens Razowski & Becker, 2000